# 5234 Sechenov
5234 Sechenov este un asteroid din centura principală de asteroizi.

## Descriere
5234 Sechenov este un asteroid din centura principală de asteroizi. A fost descoperit pe 4 noiembrie 1989 la Observatorul de Astrofizică din Crimeea de Liudmila Karacikina. El prezintă o orbită caracterizată de o semiaxă mare de 2,76 ua, o excentricitate de 0,16 și o înclinație de 35,9° în raport cu ecliptica.